# Alícia Romero
Alícia Romero Llano (Caldes d'Estrac, 20 de junio de 1976) es una política y jurista española, actual portavoz del PSC en el Parlamento de Cataluñadesde 2021, siendo diputada en esa cámara desde 2012. Desde el 12 de agosto de 2024 es consejera de Economía y Finanzas de la Generalidad de Cataluña.

## Biografía
Estudió derecho en la Universidad Pompeu Fabra y tras licenciarse cursó un postgrado en derecho local y urbanístico por el IDEC y un máster en Dirección pública y gobernanza en ESADE donde también ha impartido clases. Trabajó unos años en Caixa Laietana. 

### Trayectoria política
Empezó a militar en la Asociación de Jóvenes Estudiantes de Cataluña y a la Juventud Socialista de Cataluña. Estando en la JSC formó parte de la ejecutiva del Consejo Nacional de la Juventud de Cataluña, organización donde están representadas todas las entidades juveniles de Cataluña. Se afilió al PSC-PSOE en 1996. En las elecciones municipales de 1999. a los 22 años, fue elegida por primera vez concejala del Ayuntamiento de Mataró. De 2005 a 2011 fue teniente de alcalde de innovación y promoción de la ciudad y presidenta del Parque Tecnocampus Mataró-Maresme. A partir de 2011 trabajó en el consorcio GlobaLleida y en la gerencia del Ayuntamiento de Premià de Mar.
El paréntesis fuera de la política duró poco, Pere Navarro le propuso ir en las listas socialistas  Fue elegida diputada por Barcelona en las elecciones al Parlamento de Cataluña de 2012 . Ha sido presidenta de la Mesa de la Comisión de Políticas de Juventud y portavoz del grupo parlamentario socialista en la Comisión de Economía, Finanzas y Presupuesto ya la Comisión de Empresa y Empleo del Parlamento de Cataluña . Fue la número 4 de las listas del PSC por Barcelona en las elecciones al Parlamento de Cataluña de 2015 . Desde 2013 preside la entidad feminista L'Hora Violeta. 
En las elecciones al Parlamento de Cataluña de 2017 fue reelegida diputada autonómica y de nuevo en 2021 con Salvador Illa al frente de la lista socialista. En marzo fue elegida portavoz del grupo parlamentario socialista en el parlamento de Cataluña en sustitución de Eva Granados.